# Jimmy Andersson (fotbollsspelare)
Erik Jimmy Andersson, född 21 september 1976 i Degerfors, är en svensk lärare som varit barnpopstjärna och professionell fotbollsspelare.
Andersson var som 8-åring musikgruppen The Pinks yngsta medlem. Han blev sedermera fotbollsspelare, där han åren 1996–1997 spelade i Allsvenskan som vänsterback för Degerfors IF samt deltog i 12 landskamper för U21-laget. Han fortsatte senare som professionell fotbollsspelare i Norge och spelade senare med IFK Ölme och Strömtorps IK i division 3. Han avslutade sin fotbollskarriär omkring 2011 och arbetar idag (2016) som biträdande rektor på Möckelngymnasiet i Karlskoga.